# Воскресенский, Андрей Владимирович (протоиерей)

Фото 1917 года

Андрей Владимирович Воскресенский (2 октября 1884, Москва — 31 октября 1937, Бутовский полигон, Московская область) — протоиерей Русской православной церкви.
Канонизирован в 2000 году Русской православной церковью в лике священномученика.

## Биография
Родился 2 октября 1884 года в Москве.
Его отец, протоиерей Владимир Андреевич Воскресенский (1848—1931), был настоятелем храма Смоленской иконы Божией Матери, находившегося на Смоленской площади в Москве; в январе 1931 года Особым совещанием при ОГПУ приговорён к трём годам высылки и умер на этапе.
Андрей Воскресенский окончил Заиконоспасское духовное училище, затем — Московскую духовную семинарию. В 1908 году со степенью кандидата богословия окончил Московскую духовную академию.
В 1909 году был назначен на должность помощника инспектора в Новгородскую духовную семинарию. Женился на Вере Сергеевне Булатовой.
В 1912 году Андрей Воскресенский был рукоположён в сан священника к московскому храму Успения Божией Матери, что в Казачьей слободе. Вскоре возведён в сан протоиерея и назначен настоятелем.
Отец Андрей был назначен служить в храм святителя Григория Неокесарийского на Большой Полянке, а затем в храм Живоначальной Троицы на Воробьёвых горах. Последним местом служения отца Андрея стала церковь Архангела Михаила в селе Карпово Воскресенского района.
Протоиерей Андрей был арестован 7 октября 1937 года по обвинению в «агитации против руководителей советского правительства и колхозов» и заключён в тюрьму города Коломны. Были вызваны свидетели, которые дали показания против Воскресенского. Затем эти показания были зачитаны отцу Андрею, и он последовательно одно за другим опроверг все «свидетельства».
17 октября 1937 года тройка НКВД приговорила отца Андрея к расстрелу. Был расстрелян 31 октября 1937 года и погребён в безвестной могиле.

## Награды
- 1915 — набедренник
- 1917 — скуфья
- 1920 — камилавка
- 1923 — наперсный крест

## Семья
Сыновья Анатолий (ум. 1934) и Александр (Герой Советского Союза), дочь Людмила.
Правду об отце Александр и Людмила Воскресенские узнали лишь после 1960 года, когда стало возможным ознакомиться с «уголовным» делом.

## Память
Прославление отца Андрея Воскресенского в Соборе новомучеников и исповедников Российских XX века состоялось в 2000 году на проходившем в Москве Юбилейном Архиерейском соборе Русской православной церкви.
Художник из Воскресенска Валерий Дегтярев написал икону священномученика Андрея и подарил её храму села Карпово (Воскресенский район Московской области).